# Neodrepanis hypoxantha
La filepita suimanga ventrigualda (Neodrepanis hypoxantha) es una especie de ave paseriforme de la familia Philepittidae endémica de Madagascar.

## Descripción
La filepita suimanga ventrigualda es un pájaro pequeño (entre 9 y 10 cm de longitud) de cola corta, y pico largo y curvado hacia abajo, adaptado para la alimentarse del néctar de las flores. El plumaje del macho es muy llamativo, con las partes inferiores de color amarillo intenso y las partes superiores negruzas con iridiscencias azules. Sus ojos están rodeados por una carúncula verde y azul que ocupa gran parte de su rostro. Las hembras son menos llamativas en las partes superiores ya que las tienen de tonos verdes oliváceos y carecen de las carúnculas en el rostro. El pico y las patas de ambos son de color negruzco.

## Distribución y hábitat
Se encuentra únicamente en los bosques de montaña del este de Madagascar, principalmente por encima de los 1600 metros de altitud.

## Comportamiento
Las filepitas suimanga ventrigualdas son principalmente nectarívoras. Defienden agresivamente las fuentes de néctar de los rivales de su misma especie y también de los suimangas.

## Conservación
La filepita suimanga ventrigualda está clasificada como especie vulnerable por BirdLife International y la UICN. Anteriormente estuvo clasificado como en peligro de extinción, o incluso posiblemente extinta debido a la carencia de censos ornitológicos en las zonas más elevadas de su área de distribución. Investigaciones posteriores descubrieron que era más abundante de lo que se creía, aunque sigue amenazado por la pérdida de hábitat y la fragmentación de sus poblaciones.